# Francis Geary
Pour les articles homonymes, voir Geary.
Sir Francis Geary, 1er baronnet, né en 1709 dans le Ceredigion et mort le 7 février 1796, est un officier de la Royal Navy.

## Biographie
Il participe à la guerre de Succession d'Autriche, à la guerre de Sept Ans et à la guerre d'indépendance des États-Unis.
Son fils, Sir William engage l'artiste peintre et paysagiste William Andrews Nesfield pour créer les jardins formels dans le style de Capability Brown pour les jardins d'Oxon Hoath à Hadlow, dans le Kent. Ce sont aujourd'hui les seuls jardins de parterre non modifiés en Angleterre.

### Sources et bibliographie
- (en) The Naval Chronicle, J. Gold, 1907, « Biographical Memoir of the Late Sir Francis Geary, Bart », p. 177–192
- (en) John Burke, A General and Heraldic Dictionary of the Peerage and Baronetage of the United Kingdom, for M.D.CCC.XXVI., H. Colburn, 1826, p. 126–127